# Bronisław Bebel
Pour les articles homonymes, voir Bebel.
Bronisław Bebel est un ancien joueur polonais de volley-ball né le 16 mai 1949 à Fouquieres les Lens et a habité à Noyelles-sous-Lens (Pas-de-Calais). Il totalise 199 sélections en équipe de Pologne.

## Clubs
| Club                     | De        | À         |
| ------------------------ | --------- | --------- |
| Chełmiec Walbrzych       |           | 1969-1970 |
| Resovia Rzeszów          | 1970-1971 | 1975-1976 |
| Hutnik Nowa Huta         | 1977-1978 | 1978-1979 |
| AS Grenoble              | 1980-1981 | 1981-1982 |
| Spacer's Toulouse Volley | 1982-1983 | 1985-1986 |

## Palmarès
- Jeux olympiques (1)
  - Vainqueur : 1976
- Championnat d'Europe
  - Finaliste : 1977
- Championnat de France
  - Finaliste : 1981
- Championnat de Pologne (4)
  - Vainqueur : 1971, 1972, 1974, 1975
  - Finaliste : 1973, 1978, 1979
- Coupe de Pologne (1)
  - Vainqueur : 1975

## Vie privée
Le 11 septembre 1971 à Rzeszów, il épouse Jolanta Rzymowska, une escrimeuse.